# Аллентаун (Флорида)
Аллентаун (англ. Allentown) — переписна місцевість (CDP) в США, в окрузі Санта-Роза штату Флорида. Населення — 1023 особи (2020).

## Географія
Аллентаун розташований за координатами 30°46′14″ пн. ш. 87°5′4″ зх. д. / 30.77056° пн. ш. 87.08444° зх. д. (30.770489, -87.084428).  За даними Бюро перепису населення США в 2010 році переписна місцевість мала площу 78,89 км², з яких 78,30 км² — суходіл та 0,59 км² — водойми.

## Демографія
Згідно з переписом 2010 року, у переписній місцевості мешкали 894 особи в 347 домогосподарствах у складі 259 родин. Густота населення становила 11 осіб/км².  Було 389 помешкань (5/км²).
Расовий склад населення:
| - 93,4 % — білих - 1,8 % — корінних американців - 1,8 % — чорних або афроамериканців - 0,3 % — азіатів |

До двох чи більше рас належало 2,1 %. Частка іспаномовних становила 1,9 % від усіх жителів.
За віковим діапазоном населення розподілялося таким чином: 21,8 % — особи молодші 18 років, 63,0 % — особи у віці 18—64 років, 15,2 % — особи у віці 65 років та старші. Медіана віку мешканця становила 42,3 року. На 100 осіб жіночої статі у переписній місцевості припадало 99,6 чоловіків;  на 100 жінок у віці від 18 років та старших — 102,6 чоловіків також старших 18 років.
Середній дохід на одне домашнє господарство  становив 80 936 доларів США (медіана — 71 439), а середній дохід на одну сім'ю — 88 535 доларів (медіана — 85 982). За межею бідності перебувало 2,4 % осіб, у тому числі 0,0 % дітей у віці до 18 років та 6,7 % осіб у віці 65 років та старших.
Цивільне працевлаштоване населення становило 437 осіб. Основні галузі зайнятості: будівництво — 14,4 %, транспорт — 13,5 %, роздрібна торгівля — 13,5 %.